# نادي خدمات النصيرات
نادي خدمات النصيرات هو نادي كرة قدم فلسطيني يلعب في دوري قطاع غزة الدرجة الأولى يقع في محافظة الوسطى بالخصوص في مخيم النصيرات.

## المشاركات المحلية
- دوري قطاع غزة الدرجة الأولى